# Hertog van Saint-Cloud
Hertog van Saint-Cloud was een eretitel voor de aartsbisschop van Parijs. De titel bestond van 1674 tot 1789.
Koning Lodewijk XIV van Frankrijk wou in 1674 een zeker prestige verlenen aan het dat jaar opgerichte aartsbisdom Parijs (1622) en tegengewicht geven aan de zes geestelijken (3 hertog-bisschoppen en 3 graaf-bisschoppen) in Frankrijk, die pair van de Franse koning waren sinds de middeleeuwen. Hij creëerde daarom de titel hertog van Saint-Cloud en verbond die aan de aartsbisschop van Parijs. Het hertogdom omvatte Saint-Cloud en omgeving.
De status van pairs, en dus ook van hertog van Saint-Cloud, werd afgeschaft tijdens de Franse Revolutie. 
In totaal waren zes aartsbisschoppen van Parijs hertog van Saint-Cloud.
| Aartsbisschoppen van Parijs die tevens hertog van Saint-Cloud waren: | Aartsbisschoppen van Parijs die tevens hertog van Saint-Cloud waren: | Aartsbisschoppen van Parijs die tevens hertog van Saint-Cloud waren: |
| -------------------------------------------------------------------- | -------------------------------------------------------------------- | -------------------------------------------------------------------- |
| 1671-1695                                                            | François Harlay de Champvallon                                       | eerste hertog van Saint-Cloud                                        |
| 1695-1729                                                            | Louis Antoine de Noailles                                            |                                                                      |
| 1729-1746                                                            | Charles Gaspard Guillaume de Vintimille du Luc                       |                                                                      |
| 1746-1746                                                            | Jacques Bonne-Gigault de Bellefonds                                  |                                                                      |
| 1746-1781                                                            | Christophe de Beaumont                                               |                                                                      |
| 1781-1802                                                            | Antoine-Éléonor-Léon Leclerc de Juigné                               | zesde en laatste hertog van Saint-Cloud                              |